# Hornblower (televisieserie)
Hornblower is een achtdelige televisieserie, gebaseerd op de boeken van C.S. Forester over de fictieve Horatio Hornblower. Hornblower is een Britse officier in de marine in de periode rond 1800.
De serie is geproduceerd door Meridian Television en in Nederland uitgezonden door Net5, in Vlaanderen door Canvas.

## Acteurs
- Ioan Gruffudd als Horatio Hornblower
- Robert Lindsay als Captain/Commodore/Admiral Pellew
- Jamie Bamber als Midshipman/Acting-Lieutenant/Lieutenant Archie Kennedy
- Paul McGann als Lieutenant William Bush
- Paul Copley als Matthews
- Sean Gilder als Styles
- Jonathan Coy als Lieutenant/Captain Bracegirdle
- Colin MacLachlan als Mister Bowles

## Afleveringen
In totaal zijn er acht afleveringen gemaakt van elk bijna twee uur. In chronologische volgorde op datum van uitzending zijn dit:
- The Even Chance (7 oktober 1998)
- The Examination for Lieutenant (18 november 1998)
- The Duchess and the Devil (24 februari 1999)
- The Frogs and the Lobsters (2 april 1999)
- Mutiny (24 maart 2002)
- Retribution (25 maart 2002)
- Loyalty (5 januari 2003)
- Duty (6 januari 2003)

The Even Chance
Horatio Hornblower komt, als hij 17 jaar oud is, aan boord van de Britse marine. Op het lijnschip Justinian is hij regelmatig het slachtoffer van pesterijen van een collega adelborst Simpson. Via een duel probeert Hornblower om eens en voor altijd van Simpson af te komen maar een andere adelborst, Clayton, slaat Hornblower bewusteloos en gaat naar het duel. Hierbij vindt hij de dood en Simpson houdt er alleen een schotwond in de schouder aan over.
Intussen is de Franse Revolutie uitgebroken. De Fransen hebben hun koning vermoord en de revolutionaire regering verklaart Engeland de oorlog. Hornblower wordt overgeplaatst naar de Indefatigable onder leiding van Kapitein Pellew. Na een tijdje komt ook Simpson op dit schip nadat de Justinian door het Franse schip Papillon tot zinken is gebracht. Tijdens een poging van de Engelsen om het Franse schip te kapen wil Simpson zich eens en voor altijd van Hornblower ontdoen en schiet op hem als hij op de ra zit. Ook snijdt hij de boot los waarin een collega en vriend van Hornblower in ligt (midshipman Kennedy). Hierna volgt een tweede duel tussen Simpson en Hornblower waarbij Simpson neergeschoten wordt door Kapitein Pellew na onsportief gedrag.
The Examination for Lieutenant
Ook Spanje heeft zich tegen Engeland gekeerd. Een van de acties van de Spanjaarden is de blokkade van de Britse nederzetting Gibraltar. Kapitein Foster komt aan boord van de Indefatigable doordat het bevoorradingsschip waar hij op voer door de Spanjaarden tot zinken is gebracht na zijn beslissing het Spaanse schip aan te vallen. Hornblower bewondert Kapitein Foster maar niet iedereen deelt zijn mening, sommigen vinden hem te roekeloos en onvoorzichtig.
Door Kapitein Foster zijn roekeloze actie krijgt Kapitein Pellew de opdracht om een bevoorradingsschip te begeleiden naar Algerije om daar voedsel te kopen. Hornblower gaat hier aan land om zaken te doen met de Algerijnen maar dan blijkt er de pest te heersen. Hierdoor moet iedereen die een voet aan wal heeft gezet drie weken in quarantaine op het bevoorradingsschip. Tijdens deze periode, als men aan wal is gegaan om water te halen, steelt Kapitein Foster een rund van het schip. Hornblower eist hierop dit rund terug wat Foster weigert.
Na drie weken keert Hornblower met zijn bemanning weer terug. Tijdens de drie weken in quarantaine heeft hij genoeg tijd gehad om te studeren voor zijn luitenants examen. Dit examen verloopt rampzalig als Hornblower bij de eerste vraag al geen antwoord heeft. Hij wordt echter gered door het alarmsignaal als er een Spaanse brander de haven binnenvaart. Samen met Kapitein Foster gaat Hornblower naar dit schip en veranderen zij de koers waardoor de levens van velen gered worden.
The Duchess and the Devil
Nog steeds is Gibraltar bezet door Spaanse troepen maar Hornblower weet met vijf man een Frans schip voor de Spaanse kust te kapen. Bij terugkomst in Gibraltar ontmoet Hornblower tijdens een diner de gravin van Wharfedale.
Hornblower krijgt de taak om het veroverde schip naar Engeland te brengen. Ook de gravin van Wharfedale vaart mee op dit schip en Hornblower krijgt een pakketje met geheime informatie mee. Zijn instructies zijn om bij gevaar deze informatie in zee te gooien aangezien deze informatie niet in verkeerde handen mag vallen.
Door een koerswijziging komt het schip midden in de Spaanse vloot terecht. Door de hevige mist wordt geprobeerd om zich uit het zicht van de Spanjaarden te onttrekken. Zo trekt men ook Franse kleren aan in de hoop dat de Spanjaarden het schip met rust laten. Bijna lukte de list maar doordat een Spaanse luitenant op de hoogte was van de kaping wordt de gehele bemanning gevangengenomen en naar een gevangenis gebracht. In alle haast geeft Hornblower de geheime informatie aan de gravin als hij deze echter vloeiend Spaans hoort praten begint hij aan de gravin te twijfelen.
In de cel komt Hornblower zijn oude vriend Archie Kennedy tegen die in een zeer slechte staat verkeert. Zo weigert hij te eten en overlijdt hij bijna. Tijdens zijn gevangenschap mag Hornblower dagelijks een wandeling maken met de gravin, een deel van de bemanning vindt dat men moet proberen te ontsnappen. Men bereidt een actie voor, zonder medeweten van Hornblower, welke compleet mislukt. Hornblower neemt de volledige verantwoordelijkheid op zich en wordt dagenlang opgesloten in een kuil.
Als er een Fransman langskomt blijkt hij de gravin te herkennen als actrice. Een feit waar Hornblower al eerder van op de hoogte was gebracht door Kennedy. De gravin weet de Fransman zijn mond te laten houden en wordt kort daarna op transport gezet naar Engeland. Dit schip bereikt echter nooit zijn bestemming en loopt uiteindelijk tegen de klippen voor de Spaanse kust. Hornblower ziet dit gebeuren en krijgt toestemming om met zijn bemanning de overlevenden te gaan redden. Na de redding wordt men gevonden door The Indefatigable van kapitein Pellew. Hornblower heeft echter beloofd niet te zullen ontsnappen en zijn bemanning kiest ervoor om met hem terug te gaan. Vlak na terugkomst krijgen Hornblower en zijn bemanning gratie van de Spaanse regering wegens verrichte daden.
The Frogs and the Lobsters
Kapitein Pellew krijgt orders om de restanten van het Royalistische Franse Leger (welke inmiddels vijf jaar in ballingschap leven in Engeland) over te brengen naar Frankrijk, opdat zij de monarchie in ere kunnen herstellen. Hornblower gaat mee met een aantal mannen van de Indefatigable om ondersteuning te bieden aan de opstandelingen. Een bataljon van de Engelse Landmacht gaat mee om eventuele tegenstand neer te slaan. Kolonel Marquis de Moncoutant (Franse edelman) gaat mee omdat iedereen aan land gaat bij Bretagne (Quiberon). Daar staat zijn oude landgoed en men verwacht dat dit kan helpen meer mensen te laten aansluiten bij de opstand.
In het begin krijgt men weinig tegenstand en komt men aan in het plaatsje Muzillac waar men een belangrijke brug inneemt. Kolonel de Moncoutant blijkt er een bijzondere strategie op te na de houden om mensen te werven om de monarchie te herstellen. Hij blijkt een Guillotine meegenomen te hebben en begint alle republikeinen te onthoofden. Hiermee zet hij al snel zijn eigen bevolking tegen zich op. Een spion blijkt in Engeland een brief onderschept te hebben met daarin het plan van de invasie. Het Franse Leger is op de hoogte en alles blijkt een val. Hornblower en zijn mannen kunnen na een zware strijd ternauwernood ontsnappen; de Franse Monarchisten worden afgeslacht.